# Coldwater (Michigan)
Coldwater è un comune degli Stati Uniti d'America, situato nello Stato del Michigan, nella Contea di Branch, della quale è anche il capoluogo.